# Trichonotus
Trichonotus es un género de peces marinos, el único de la familia monotípica Trichonotidae, distribuidos por el oeste del océano Pacífico y por el océano Índico.

## Morfología
La mandíbula inferior se proyecta hacia delante; la aleta dorsal con los radios anteriores a menudo se extiende en los machos y se utiliza para la visualización; una espina en la aleta pélvica. La línea lateral corre a lo largo de los flancos medios, con una profunda muesca en forma de V en el margen posterior de las escamas de la línea lateral.

## Hábitat
Forma grupos en aguas poco profundas, alimentándose de zooplancton; se zambulle en la arena cuando está alarmado.

## Especies
Existen diez especies en este género y familia:
- Trichonotus arabicus Randall y Tarr, 1994
- Trichonotus blochii Castelnau, 1875
- Trichonotus cyclograptus (Alcock, 1890)
- Trichonotus elegans Shimada y Yoshino, 1984
- Trichonotus filamentosus (Steindachner, 1867)
- Trichonotus halstead Clark y Pohle, 1996
- Trichonotus marleyi (Smith, 1936)
- Trichonotus nikii Clark y von Schmidt, 1966
- Trichonotus setiger Bloch y Schneider, 1801
- Trichonotus somaliensis Katayama, Motomura y Endo, 2012

Existe controversia acerca de si esta familia es monotípica, pues algunes autores consideran en ella un segundo género: Pteropsaron.